# Doloclanes muoisan
Doloclanes muoisan är en nattsländeart som beskrevs av Malicky 1995. Doloclanes muoisan ingår i släktet Doloclanes och familjen stengömmenattsländor. Inga underarter finns listade i Catalogue of Life.